# Гаріс Сеферович
Гаріс Сеферович (нім. Haris Seferović, нар. 22 лютого 1992, Зурзе) — швейцарський футболіст, нападник клубу «Аль-Васл» та збірної Швейцарії.

## Клубна кар'єра
Народився 22 лютого 1992 року в місті Зурзе в родині боснійських іммігрантів. Вихованець юнацьких команд футбольних клубів «Зурзе», «Люцерн» та «Грассгоппер».
У дорослому футболі дебютував 2009 року виступами за команду клубу «Грассгоппер», в якій провів один сезон, взявши участь лише у 3 матчах чемпіонату.
Своєю грою за цю команду привернув увагу представників тренерського штабу клубу «Фіорентина», до складу якого приєднався 2010 року. Відігравши за «фіалок» лише одну гру в чемпіонаті та дві у розіграші Кубка Італії, був відданий в оренду спочатку до швейцарського «Ксамакса», а згодом до «Лечче».
2012 року повернувся до «Фіорентини». За півроку сім разів виходив на поле в матчах Серії A, після чого знову був відданий в оренду, цього разу до «Новари».
Влітку 2013 року уклав 4-річний контракт з іспанським «Реал Сосьєдад», але відіграв за клуб із Сан-Себастьяна лише один сезон, взявши участь у 24 матчах в національному чемпіонаті, після чого відправився до німецького «Айнтрахта». У першому сезоні Сеферович забив 10 голів у Бундеслізі, проте у наступні роки втратив результативність забиваючи лише по 3 голи за сезон. Втім саме гол Сеферовича в матчі плей-оф за право збереження прописки у Бундеслізі у сезоні 2015/16 допоміг «Айнтрахту» мінімально обіграти «Нюрнберг» і зберегти прописку в еліті.
2 червня 2017 року Сеферович підписав п'ятирічний контракт з «Бенфікою». У першій половині сезону Гаріс забив 6 голів у всіх турнірах, але потім втратив місце у основі, поступившись молодому Раулю Хіменесу.

## Виступи за збірні
2007 року дебютував у складі юнацької збірної Швейцарії, взяв участь у 23 іграх на юнацькому рівні, відзначившись 16 забитими голами. У складі збірної до 17 років Сеферович виграв чемпіонат світу серед юнацьких команд у Нігерії. Він забив на турнірі п'ять м'ячів на турнірі, включаючи переможний гол в фіналі проти господарів нігерійців (1:0) і став найкращим бомбардиром турніру.
Протягом 2011—2012 років залучався до складу молодіжної збірної Швейцарії. На молодіжному рівні зіграв в 11 офіційних матчах, забив 3 голи.
6 лютого 2013 року дебютував в офіційних матчах у складі національної збірної Швейцарії у товариській грі з Грецією (0:0), де він замінив Маріо Гаврановича на останні 20 хвилин. У своїй третій грі, 8 червня 2013 року, він замінив Йосипа Дрмича на останні 15 хвилин і забив єдиний гол у матчі відбору на чемпіонат світу 2014 року проти Кіпру (1:0). За результатами відбору швейцарці кваліфікувались на той чемпіонат світу 2014 року у Бразилії, куди поїхав і Сеферович. На «мундіалі» в матчі першого туру групового етапу проти Еквадору Гаріс забив переможний гол на 93 хвилині (2:1), принісши перемогу своїй команді. В підсумку швейцарці дійшли до 1/8 фіналу, де поступились аргентинцям.
Згодом у складі збірної був учасником чемпіонату Європи 2016 року у Франції та чемпіонату світу 2018 року у Росії.
| Дата       | Місто               | Господарі         | Результат               | Гості                | Турнір               | Голи | Примітки |
| ---------- | ------------------- | ----------------- | ----------------------- | -------------------- | -------------------- | ---- | -------- |
| 6-2-2013   | Афіни               | Греція            | 0 – 0                   | Швейцарія            | товариський матч     | -    | 68'      |
| 23-3-2013  | Нікосія             | Кіпр              | 0 – 0                   | Швейцарія            | Відбір до ЧС 2014    | -    | 33'      |
| 8-6-2013   | Женева              | Швейцарія         | 1 – 0                   | Кіпр                 | Відбір до ЧС 2014    | 1    | 73'      |
| 14-8-2013  | Базель              | Швейцарія         | 1 – 0                   | Бразилія             | товариський матч     | -    | 75'      |
| 6-9-2013   | Берн                | Швейцарія         | 4 – 4                   | Ісландія             | Відбір до ЧС 2014    | -    |          |
| 10-9-2013  | Осло                | Норвегія          | 0 – 2                   | Швейцарія            | Відбір до ЧС 2014    | -    |          |
| 11-10-2013 | Тирана              | Албанія           | 1 – 2                   | Швейцарія            | Відбір до ЧС 2014    | -    | 89'      |
| 15-10-2013 | Берн                | Швейцарія         | 1 – 0                   | Словенія             | Відбір до ЧС 2014    | -    | 71'      |
| 15-11-2013 | Сеул                | Південна Корея    | 2 – 1                   | Швейцарія            | товариський матч     | -    | 73'      |
| 30-5-2014  | Люцерн              | Швейцарія         | 1 – 0                   | Ямайка               | товариський матч     | -    | 46'      |
| 3-6-2014   | Люцерн              | Швейцарія         | 2 – 0                   | Перу                 | товариський матч     | -    | 64'      |
| 15-6-2014  | Бразиліа            | Швейцарія         | 2 – 1                   | Еквадор              | ЧС 2014 - 1-й етап   | 1    | 75'      |
| 20-6-2014  | Сальвадор           | Швейцарія         | 2 – 5                   | Франція              | ЧС 2014 - 1-й етап   | -    | 69'      |
| 25-6-2014  | Манаус              | Гондурас          | 0 – 3                   | Швейцарія            | ЧС 2014 - 1-й етап   | -    | 74'      |
| 1-7-2014   | Сан-Паулу           | Аргентина         | 1 – 0 д.ч.              | Швейцарія            | ЧС 2014 - 1/8 фіналу | -    | 82'      |
| 8-9-2014   | Базель              | Швейцарія         | 0 – 2                   | Англія               | Відбір до ЧЄ 2016    | -    |          |
| 9-10-2014  | Марибор             | Словенія          | 1 – 0                   | Швейцарія            | Відбір до ЧЄ 2016    | -    |          |
| 14-10-2014 | Серравалле          | Сан-Марино        | 0 – 4                   | Швейцарія            | Відбір до ЧЄ 2016    | 2    |          |
| 15-11-2014 | Санкт-Галлен        | Швейцарія         | 4 – 0                   | Литва                | Відбір до ЧЄ 2016    | -    | 83'      |
| 18-11-2014 | Вроцлав             | Польща            | 2 – 2                   | Швейцарія            | товариський матч     | -    | 67'      |
| 27-3-2015  | Люцерн              | Швейцарія         | 3 – 0                   | Естонія              | Відбір до ЧЄ 2016    | 1    |          |
| 31-3-2015  | Цюрих               | Швейцарія         | 1 – 1                   | США                  | товариський матч     | -    | 72'      |
| 14-6-2015  | Вільнюс             | Литва             | 1 – 2                   | Швейцарія            | Відбір до ЧЄ 2016    | -    | 58'      |
| 5-9-2015   | Базель              | Швейцарія         | 3 – 2                   | Словенія             | Відбір до ЧЄ 2016    | -    | 80'      |
| 8-9-2015   | Лондон              | Англія            | 2 – 0                   | Швейцарія            | Відбір до ЧЄ 2016    | -    | 72'      |
| 13-11-2015 | Трнава              | Словаччина        | 3 – 2                   | Швейцарія            | товариський матч     | -    | 79' 74'  |
| 17-11-2015 | Відень              | Австрія           | 1 – 2                   | Швейцарія            | товариський матч     | 2    | 77'      |
| 25-3-2016  | Дублін              | Ірландія          | 1 – 0                   | Швейцарія            | товариський матч     | -    | 62'      |
| 29-3-2016  | Цюрих               | Швейцарія         | 0 – 2                   | Боснія і Герцеговина | товариський матч     | -    |          |
| 28-5-2016  | Каруж               | Швейцарія         | 1 – 2                   | Бельгія              | товариський матч     | -    | 41'      |
| 11-6-2016  | Ланс                | Албанія           | 0 – 1                   | Швейцарія            | ЧЄ 2016 - 1-й етап   | -    |          |
| 15-6-2016  | Париж               | Румунія           | 1 – 1                   | Швейцарія            | ЧЄ 2016 - 1-й етап   | -    | 63'      |
| 19-6-2016  | Вільнев-д'Аск       | Швейцарія         | 0 – 0                   | Франція              | ЧЄ 2016 - 1-й етап   | -    | 74'      |
| 25-6-2016  | Сент-Етьєн          | Швейцарія         | 1 – 1 д.ч. (4 - 5 п.п.) | Польща               | ЧЄ 2016 - 1/8 фіналу | -    |          |
| 6-9-2016   | Базель              | Швейцарія         | 2 – 0                   | Португалія           | Відбір до ЧС 2018    | -    | 78'      |
| 7-10-2016  | Будапешт            | Угорщина          | 2 – 3                   | Швейцарія            | Відбір до ЧС 2018    | 1    | 73'      |
| 10-10-2016 | Андорра-ла-Велья    | Андорра           | 1 – 2                   | Швейцарія            | Відбір до ЧС 2018    | -    |          |
| 13-11-2016 | Люцерн              | Швейцарія         | 2 – 0                   | Фарерські острови    | Відбір до ЧС 2018    | -    | 87'      |
| 25-3-2017  | Женева              | Швейцарія         | 1 – 0                   | Латвія               | Відбір до ЧС 2018    | -    | 84'      |
| 1-6-2017   | Невшатель           | Швейцарія         | 1 – 0                   | Білорусь             | товариський матч     | -    | 65'      |
| 9-6-2017   | Торсгавн            | Фарерські острови | 0 – 2                   | Швейцарія            | Відбір до ЧС 2018    | -    | 78'      |
| 31-8-2017  | Санкт-Галлен        | Швейцарія         | 3 – 0                   | Андорра              | Відбір до ЧС 2018    | 2    |          |
| 3-9-2017   | Рига                | Латвія            | 0 – 3                   | Швейцарія            | Відбір до ЧС 2018    | 1    | 76'      |
| 7-10-2017  | Базель              | Швейцарія         | 5 – 2                   | Угорщина             | Відбір до ЧС 2018    | -    | 63'      |
| 10-10-2017 | Лісабон             | Португалія        | 2 – 0                   | Швейцарія            | Відбір до ЧС 2018    | -    |          |
| 9-11-2017  | Белфаст             | Північна Ірландія | 0 – 1                   | Швейцарія            | Відбір до ЧС 2018    | -    |          |
| 12-11-2017 | Базель              | Швейцарія         | 0 – 0                   | Північна Ірландія    | Відбір до ЧС 2018    | -    | 77'      |
| 23-3-2018  | Афіни               | Греція            | 0 – 1                   | Швейцарія            | товариський матч     | -    | 72' 86'  |
| 27-3-2018  | Базель              | Швейцарія         | 6 – 0                   | Панама               | товариський матч     | -    | 58'      |
| 3-6-2018   | Віла-Реал (Іспанія) | Іспанія           | 1 – 1                   | Швейцарія            | товариський матч     | -    | 46'      |
| 8-6-2018   | Лугано              | Швейцарія         | 2 – 0                   | Японія               | товариський матч     | 1    | 64'      |
| Усього     |                     | Матчів            | 51                      |                      | Голів                | 12   |          |

## Титули і досягнення
- Володар Суперкубка Португалії (2):

«Бенфіка»: 2017, 2019
- Чемпіон Португалії (1):

«Бенфіка»: 2018–19
- Чемпіон ОАЕ (1):

«Аль-Васл»: 2023-24
- Володар Кубка Президента ОАЕ (1):

«Аль-Васл»: 2023-24
- Найкращий бомбардир Чемпіонату Португалії (1):

«Бенфіка»: 2018–19
- Чемпіон світу (U-17) (1):

Швейцарія (U-17): 2009